# Remo Taccani

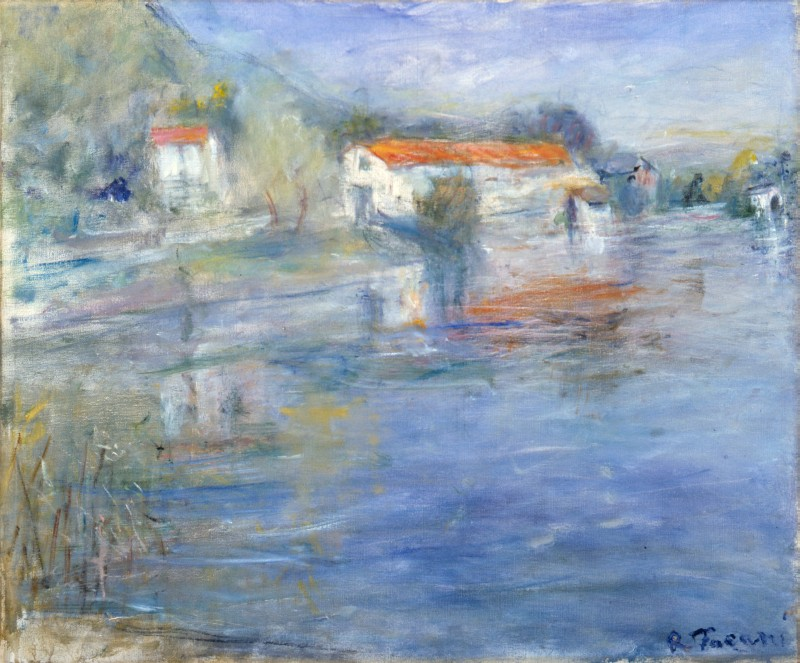
Case di pescatori, 1966 ca. (Fondazione Cariplo)

Remo Taccani (Milano, 1891 – Milano, 23 novembre 1973) è stato un pittore italiano.